# Elan Pestriț
Elan Pestriț (în lakota: Uŋpȟáŋ Glešká, uneori scris OH-PONG-GE-LE-SKAH sau Hupah Glešká; c. 1826– 29 decembrie 1890
) a fost numele unei căpetenii a tribului Miniconjou, parte a poporului Lakota Sioux. Acesta a fost fiul căpeteniei Lone Horn și a preluat atribuțiile acestuia odată cu moartea sa. Elan Pestriț era renumit pentru iscusința sa în negocieri și războaie. Un soldat american din fortul Bennett⁠(d) l-a poreclit Picior Mare (Si Tȟáŋka) - a nu se confunda cu Oglala Picior Mare (cunoscut și sub denumirea de Ste Si Tȟáŋka și Chetan keah).
Elan Pestriț a fost ucis de către armata Statelor Unite la pârâul Wounded Knee⁠(d) din Rezervația Indiană Pine Ridge⁠(d) (în lakota: Čhaŋkpé Ópi Wakpála), Dakota de Sud, alături de alți 150 de membri ai propriului trib într-un conflict care avea să primească denumirea de masacrul de la Wounded Knee.

## Biografie
Elanul Pestriț (Lakota: Uŋpȟáŋ Glešká) s-a născut în 1826, fiul căpeteniei Lone Horn a tribului Lakota Sioux (Heh-won-ge-chat). Familia sa aparținea tribului Miniconjou, subgrup al tribului Teton Lakota (Sioux). Acesta a avut trei frați: Roman Nose, Broasca și Touch the Clounds (Maȟpíya Ičáȟtagya), fiecare devenind lider al subtriburilor Miniconjou. În 1877, Elanul Pestriț a devenit căpetenie a tribului odată cu moartea tatălui său la vârsta de 87 de ani.

## Căpetenie a tribului
În calitatea sa de căpetenie, Elanului Pestriț a fost considerat un mare om al păcii. Era cunoscut în tribul său datorită succeselor sale diplomatice și politice. Acesta avea abilitatea de a rezolva conflictele, fapt pentru care celelalte triburi Teton au încercat să-l coopteze.
În anii 1870, Elanul Pestriț s-a aliat cu fratele său vitreg Sitting Bull (Lakota: Tȟatȟáŋka Íyotake), cu nepotul său Crazy Horse ( Tȟašúŋke Witkó) și fratele său Touch the Clouds (Maȟpíya Ičáȟtagya) împotriva armatei Statelor Unite. Elanul Pestriț nu a participat în acțiunile importante din cadrul Marelui Război Sioux din 1876-1877. Totuși, tribul său - Miniconjoux, Lakota Sioux - a suferit pe parcursul războiului. După încheierea acestuia, tribl lui Big Foot s-a predat.
În urma războaielor Sioux, guvernul a plasat tribul Miniconjou în Rezervația Indiană Râul Cheyenne, în Dakota de Sud. Elanul Pestriț a încurajat adaptarea la viața din rezervație prin dezvoltarea agriculturii sustenabile și construcția de școli pentru copiii Lakota. A fost printre primii ameridieni care au cultivat porumb conform standardelor guvernamentale. De asemenea, Elanul Pestriț a militat în favoarea unei atitudini pacifiste față de coloniștii albi.

## Convertirea la „dansul fantomelor” și evanghelism

### Noua mișcare religioasă
Din cauza condițiile de trai precare din rezervație, triburile Lakota s-au luptat din greu pentru supraviețuire. În unele cazuri, agenții indieni corupți îi înșelau și le sustrăgeau bunurile și anuitățile. Până în 1889, aceștia au fost cuprinși de disperare și sperau la o schimbare. Soluția radicală a venit sub forma unei noi perspective religioase intitulate dansul fantomelor, o nouă religie inițiată de către Wovoka (cunoscut și sub numele de Jack Wilson). Spotted Elk și tribul Lakota au devenit unii din cei mai pasionați credincioși odată cu introducerea acestei ceremonii în primăvara anului 1890. Deși regulile guvernamentale din rezervație interziceau practica religiei, mișcarea s-a răspândit rapid prin întreaga tabără, alarmând agenții indieni locali. Unii au suprimat cu succes dansatorii în timp ce alții au făcut apel la forțele guvernamentale în scopul restabilirii ordinii.

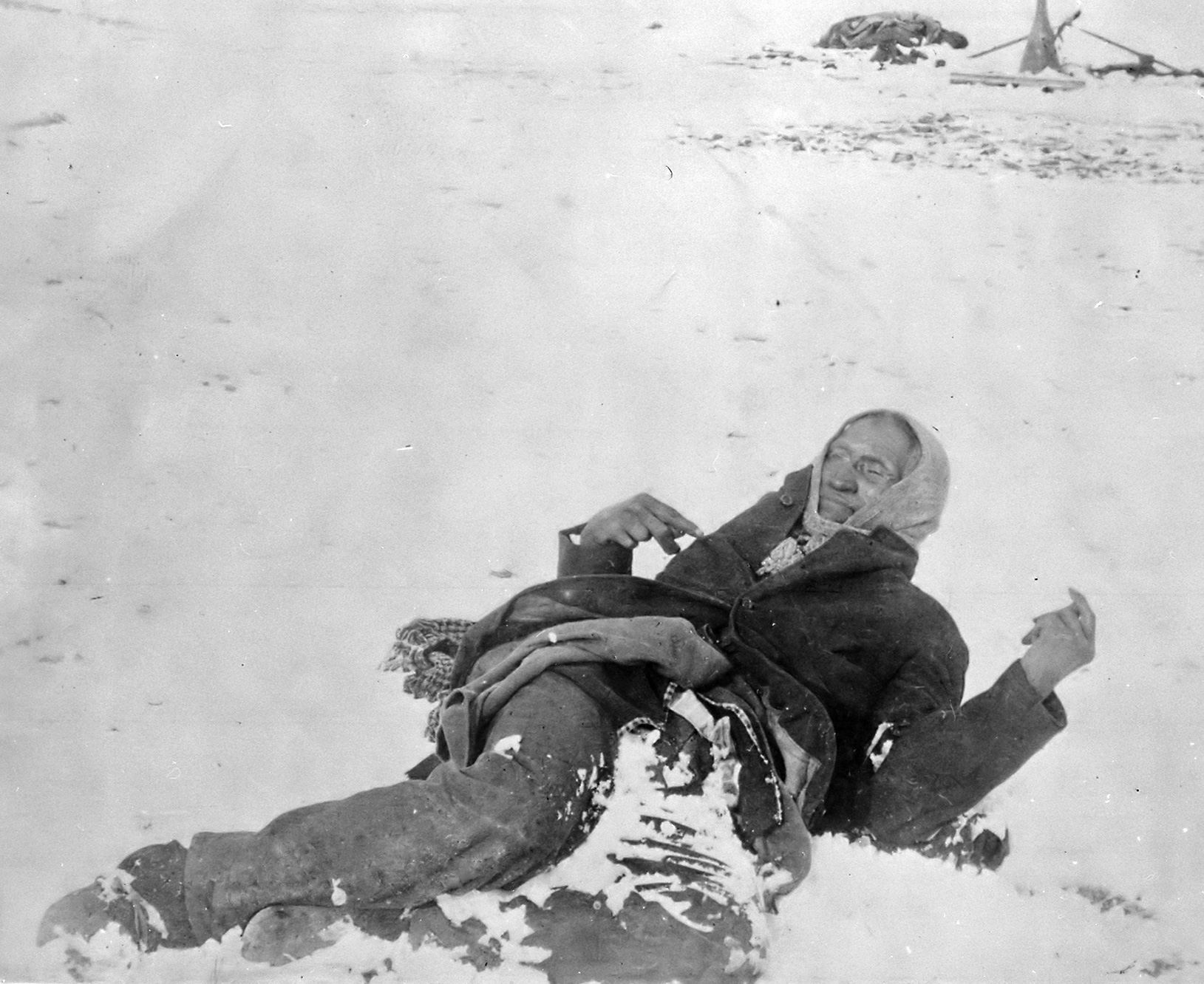
Trupul căpeteniei Elan Pestriț după masacrul de la Wounded Knee, decembrie 1890.

### Refugiul oferit de Red Cloud
După 20 decembrie 1890, când Sitting Bull era ucis în rezervația indiană Standing Rock, adepții acestuia au fugit spre tabăra fostului său aliat și frate vitreg, căpetenia Spotted Elk. Înspăimântat de arestare și de represalile guvernului, Spotted Elk și-a condus tribul spre sud în rezervația Pine Ridge din Dakota de Sud la invitația căpeteniei Red Cloud (Lakota: Maȟpíya Lúta). Red Cloud a sperat că prietenul său va reuși să stabilească pacea. Sperând la siguranță, acesta s-a îmbolnăvit de pneumonie pe drum spre Pine Ridge, drum pe care l-a parcurs cu un drapel alb ridicat și cu intenția de a nu lupta.

## Moartea în masacrul de la Wounded Knee
Pe 28, 1890, batalionul maiorului Samuel W. Whitside - parte a celui de-al șaptelea regiment - i-a interceptat pe indienii Lakota. Bolnav de pneumonie, Spotted Elk s-a predat voluntar alături de oamenii săi; cavaleria i-a luat în custodie și i-a escortat până la un loc de campare lângă pârâul Wounded Knee, Pine Ridge, unde aceștia și-au propus să-și stabilească tabăra. În zonă erau deja construite câteva case de lemn și un magazin. În noaptea precedentă masacrului, colonelul James W. Forsyth a sosit pârâul Wounded Knee unde le-a ordonat soldaților săi să poziționeze patru tunuri Hotchkiss în jurul zonei în care triburile Lakota au fost obligați să campeze. În dimineața zilei de 29 decembrie 1890, soldații lui Forsyth au pătruns în tabără și au cerut imediat predarea armelor. În urma confruntărilor, o armă s-a descărcat. S-a stabilit mai târziu că a fost arma unui om cu dizabilități auditive, Black Coyote, dspre care se presupune că nu a înțeles comanda de a-și preda arma. Un mare conflict a avut loc ca urmare a acestui fapt. Forțele guvernamentale au ucis 153 de indieni Lakota, mare parte din aceștia fiind femei și copii. Elan Pestriț a fost găsit printre cei uciși.